# Colecciones osteológicas humanas

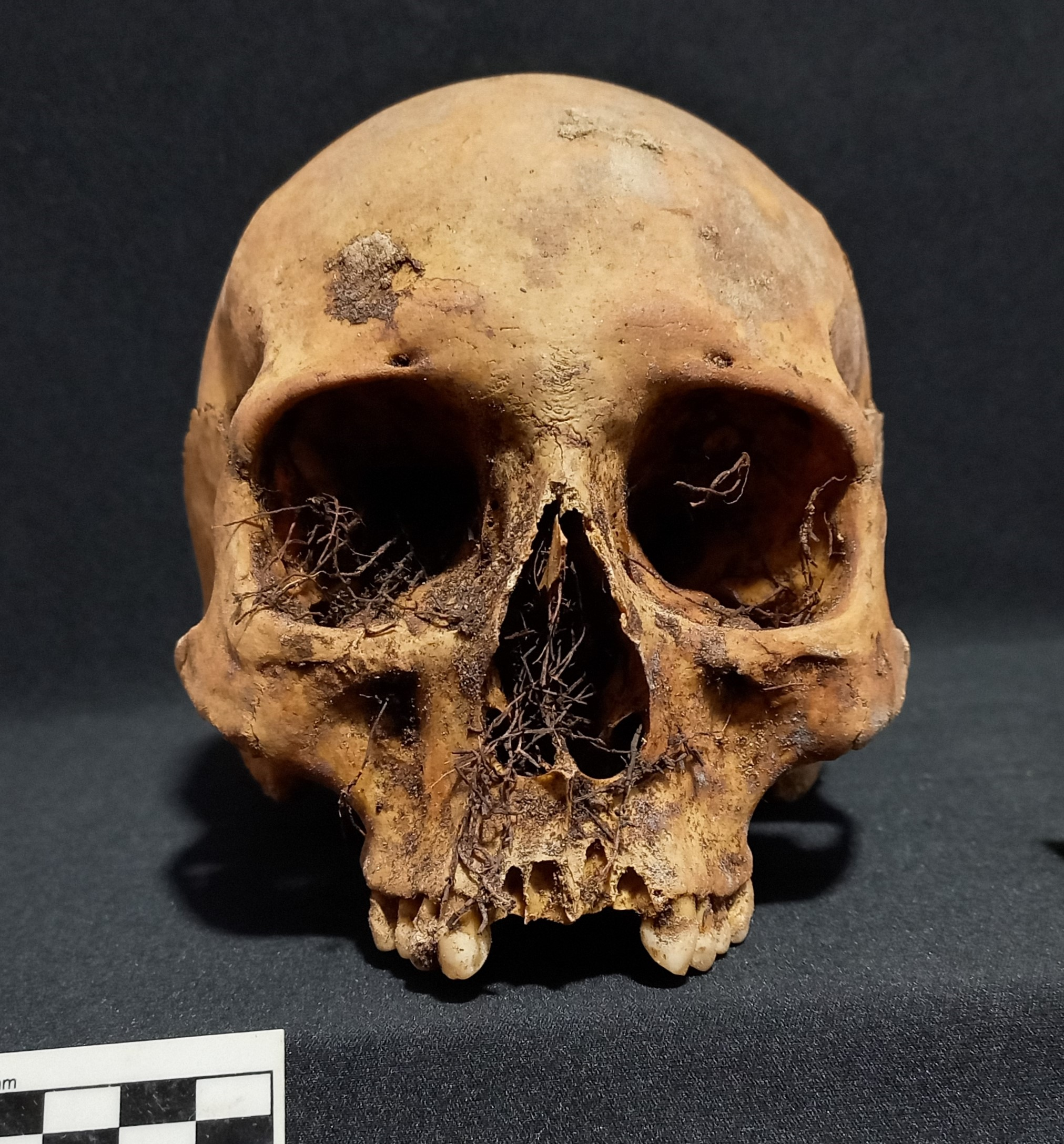
Cráneo perteneciente a la Colección Osteológica de Referencia Norpatagónica (CORN).

Las colecciones osteológicas humanas son repositorios de restos esqueletales de humanos modernos que son curadas por instituciones públicas y privadas con fines educativos y de investigación.  Se denominan colecciones osteológicas de referencia o documentadas cuando poseen información biográfica asociada.

## Colecciones osteológicas en Argentina
En Argentina las primeras colecciones conformadas son la Colección Lambre, ubicada en la Universidad Nacional de La Plata y la Colección Chacarita,ubicada en la Universidad de Buenos Aires, conformada por muestras que provienen del Cementerio de la Chacarita. De creación más tardía son las colecciones osteológicas de Necochea-Quequén, San Martín y Lobos, localidades de la provincia de Buenos Aires. Otras provincias como Córdoba y Mendoza también cuentan con colecciones osteológicas y/o bancos de datos de reciente formación. En la región patagónica, y más específicamente en la provincia de Río Negro, la Colección Osteológica de Referencia Norpatagónica (Colección CORN) se encuentra en proceso de conformación y está ubicada en el Instituto de Investigación en Paleobiología y Geología (CONICET-Universidad Nacional de Río Negro).